# Luz característica

Simbolos e abreviações para características de luz

A luz característica, aparência, ou simplesmente, característica, é um código descritivo que serve para identificar nas cartas náuticas, ou por observação à vista desarmada, um determinado sinal luminoso de ajuda à navegação marítima, como é o caso dos faróis, navios-faróis, balizas, luzes de guia, boias ou outros meios luminosos, e que serve para as reconhecer e diferenciar visualmente. A informação que nos proporciona este sistema é de grande importância na navegação marítima , já que permite conhecer o tipo de luz que emite um determinado sinal, a sua cor, as características do clarão, o número de elos e o seu ciclo ou ritmo, o qual permite diferenciá-la de outras fontes de luz próximas.

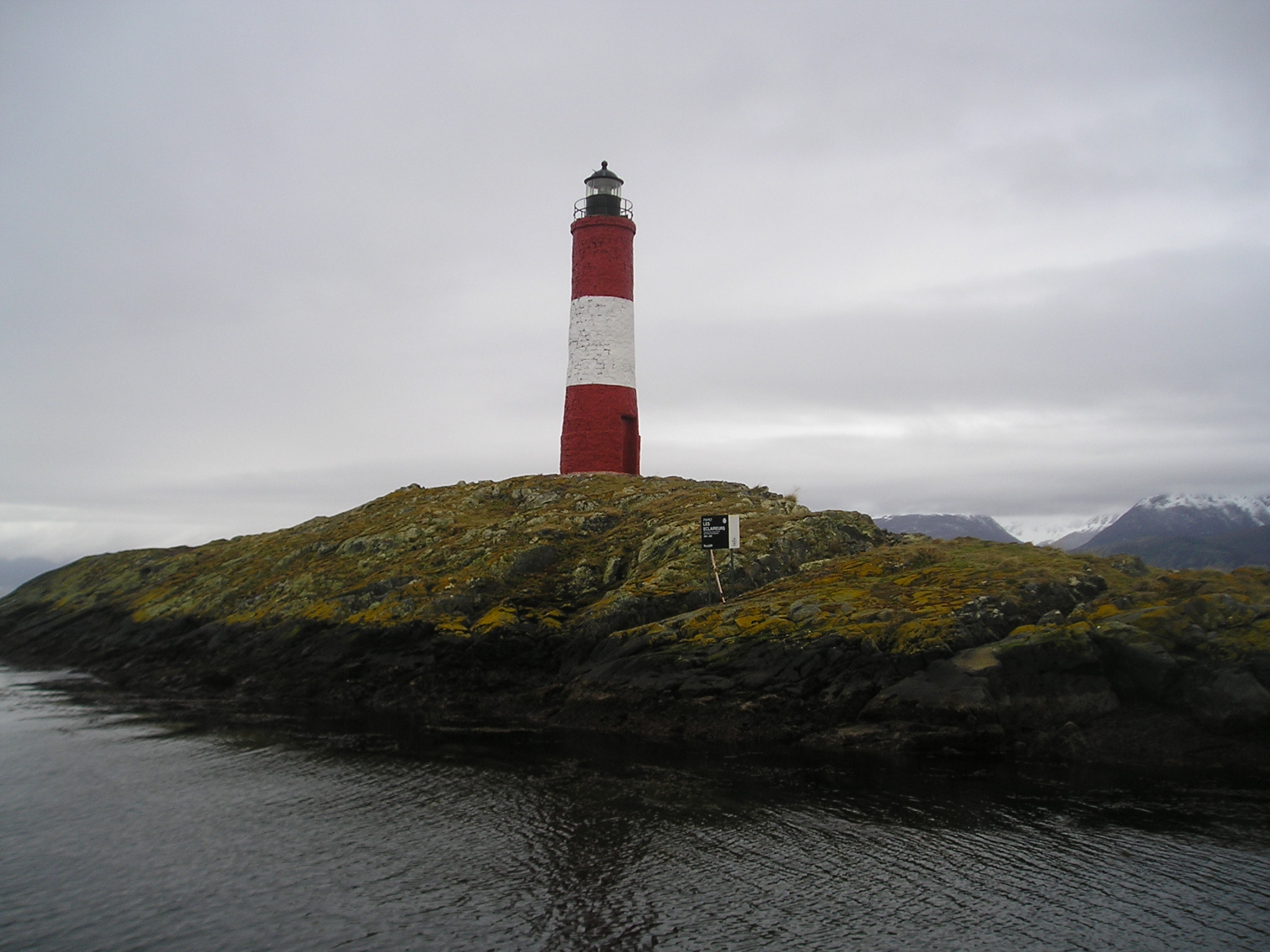
Farol Les Éclaireurs, na Terra do Fogo.

Um exemplo de característica poderia ser GpD(3)BR 10s 41m 25M. Isto indica que se trata de um sinal onde GpD(3) indica a característica dos clarões (grupos de três clarões), BR determina a cor da luz emitida (neste caso luz branca, o habitual; também podia ser luz de cor vermelha que se costuma utilizar em alguns setores e assinala um setor de perigo por onde não se deve navegar. Também pode ser BV, branco e verde, setor livre branco, setor de acesso à entrada  de canal ou porto ou abrigo - verde, BRV, branco, vermelho e verde, que agrupa os tipos anteriores: livre, perigo e acesso), 10s, determina a duração do ciclo completo (ou fases das luzes) de grupos de clarões, 41m, especifica que o plano focal do sinal luminoso se encontra a 41 metros de altura (sobre o nível do mar), e 25M indica que o sinal tem um alcance visual (normalmente indicando o seu valor nominal) de 25 milhas náuticas, que será determinado pela altura a que se encontre o sinal e pela intensidade do mesmo, usando fatores como a curvatura da Terra ou as condições meteorológicas.